# Funkenhardgraben
Der Funkenhardgraben ist ein linker und westlicher Zufluss des Wurmbachs in den mittelfränkischen Landkreisen Ansbach und Weißenburg-Gunzenhausen.

## Verlauf
Der Funkenhardgraben entspringt in einem Wald am Rande des Wachtlerbergs zwischen Geilsheim im Südwesten und Gnotzheim im Nordosten auf einer Höhe von 520 m ü. NHN. Der Bach mündet nach einem Lauf von rund zwei Kilometern auf einer Höhe von 472 m ü. NHN westlich von Spielberg von links in den Wurmbach.